# Lentiggini (singolo)
Lentiggini è un singolo dei cantanti italiani Fudasca, Alfa e Tredici Pietro, pubblicato il 26 novembre 2021 con doppia etichetta Epic Records e Sony Music.

## Descrizione
Il brano, scritto dagli stessi Alfa e Tredici Pietro, è prodotto da Simone Eleuteri, in arte Fudasca.

## Video musicale
Il video musicale, diretto da Bruno Nogarotto, è stato pubblicato il 30 novembre 2021 attraverso il canale YouTube del cantautore.

## Tracce
Testi di Andrea De Filippi, Pietro Morandi, Arianna Mereu, musiche di Simone Eleuteri.
1. Lentiggini – 2:35